# Labské Chrčice
Labské Chrčice là một làng thuộc huyện Pardubice, vùng Pardubický, Cộng hòa Séc.